# União das Freguesias de Messegães, Valadares e Sá
Die União das Freguesias de Messegães, Valadares e Sá ist eine portugiesische Gemeinde (Freguesia) im Kreis (Concelho) Monção im Nordwesten Portugals.

## Geschichte
Die Gemeinde entstand im Zuge der Gebietsreform vom 29. September 2013 durch die Zusammenlegung der ehemaligen Gemeinden Messegães, Valadares und Sá. Messegães wurde Sitz der neuen Verwaltung.

## Demographie
| Freguesia | Freguesia                 | Freguesia | Freguesia       | ehemalige Freguesias | ehemalige Freguesias | ehemalige Freguesias | ehemalige Freguesias |
| --------- | ------------------------- | --------- | --------------- | -------------------- | -------------------- | -------------------- | -------------------- |
| Wappen    | Freguesia                 | Einwohner | Fläche in (km²) | Wappen               | Freguesia            | Einwohner            | Fläche in (km²)      |
|           | Messegães, Valadares e Sá | 553       | 8,25            |                      | Messegães            | 257                  | 2,19                 |
|           | Messegães, Valadares e Sá | 553       | 8,25            | Valadares            | 204                  | 2,01                 |                      |
|           | Messegães, Valadares e Sá | 553       | 8,25            | Sá                   | 200                  | 4,05                 |                      |